# 陸上総隊
陸上総隊（りくじょうそうたい、英語：Ground Component Command）は、2018年（平成30年）3月27日に陸上自衛隊内に創設された部隊である。防衛大臣直轄部隊であり、平素から運用に係る事項に関し方面隊等を指揮するほか、陸上総隊司令部は、統合作戦司令部、自衛艦隊司令部、航空総隊司令部等およびアメリカ軍との間における平素からの運用に係る調整を一元的に実施する。

## 概要
陸上総隊は、直轄の専門的部隊を統括し、陸上自衛隊内の指揮系統の整理を目的に設立された。陸上総隊司令官は、防衛大臣より直接の指揮監督を受けており、必要な場合には直轄部隊の他に各方面隊の全部又は一部を指揮下に置くことができる。他部隊との調整も主任務であり、陸上総隊司令部は、統合作戦司令部、海上自衛隊の自衛艦隊司令部、航空自衛隊の航空総隊司令部等およびアメリカ軍との間における平素からの運用に係る調整を一元的に実施して、迅速かつ円滑な部隊運用および調整を可能としている。
陸上総隊司令官が方面隊への指揮権を発動する条件については、訓令が出されている。自衛隊の行動に関して、複数の方面隊又は陸上総隊直轄部隊と方面隊が同時に行動を行う必要がある場合、防衛大臣の命令（通常の災害派遣時は陸上総隊司令官の判断）により、方面隊への指揮権が発動する。部隊運用を円滑にするために、即応体制・非常勤務体制の指定、駐屯地の警備、情報収集活動についての指揮も陸上総隊司令官の権限に含まれている。
また、陸上総隊は、直轄部隊として第1空挺団や第1ヘリコプター団等の機動運用部隊のほか、システム通信団や国際活動教育隊等の専門部隊も収めている。
- 防衛大臣からの部隊運用の指揮系統

|              |              |              |              |              |              |  |  |  |  | 自衛艦隊 航空総隊 |          |            |            |            |            |            |            |
|              |              |              |              |              |              |  |  |  |  |                   |          |            |            |            |            |            |            |
|              |              |              |              |              |              |  |  |  |  |                   |          | 運用調整   |            |            |            |            |            |
| 防衛大臣     | 防衛大臣     | 防衛大臣     | 防衛大臣     | 防衛大臣     | 防衛大臣     |  |  |  |  | 陸上総隊          | 陸上総隊 | 陸上総隊   | 陸上総隊   | 陸上総隊   | 陸上総隊   |            |            |
| 防衛大臣     | 防衛大臣     | 防衛大臣     | 防衛大臣     | 防衛大臣     | 防衛大臣     |  |  |  |  | 陸上総隊          | 陸上総隊 | 陸上総隊   | 陸上総隊   | 陸上総隊   | 陸上総隊   |            |            |
|              |              |              |              |              |              |  |  |  |  |                   |          |            |            |            |            |            |            |
| 統合幕僚監部 | 統合幕僚監部 | 統合幕僚監部 | 統合幕僚監部 | 統合幕僚監部 | 統合幕僚監部 |  |  |  |  |                   |          | 北部方面隊 | 北部方面隊 | 北部方面隊 | 北部方面隊 | 北部方面隊 | 北部方面隊 |
| 統合幕僚監部 | 統合幕僚監部 | 統合幕僚監部 | 統合幕僚監部 | 統合幕僚監部 | 統合幕僚監部 |  |  |  |  |                   |          | 北部方面隊 | 北部方面隊 | 北部方面隊 | 北部方面隊 | 北部方面隊 | 北部方面隊 |
|              |              |              |              |              |              |  |  |  |  |                   |          | 東北方面隊 |            |            |            |            |            |
|              |              |              |              |              |              |  |  |  |  |                   |          |            |            |            |            |            |            |
|              |              |              |              |              |              |  |  |  |  |                   |          | 東部方面隊 |            |            |            |            |            |
|              |              |              |              |              |              |  |  |  |  |                   |          |            |            |            |            |            |            |
|              |              |              |              |              |              |  |  |  |  |                   |          | 中部方面隊 |            |            |            |            |            |
|              |              |              |              |              |              |  |  |  |  |                   |          |            |            |            |            |            |            |
|              |              |              |              |              |              |  |  |  |  |                   |          | 西部方面隊 |            |            |            |            |            |
|              |              |              |              |              |              |  |  |  |  |                   |          |            |            |            |            |            |            |

- 部隊の一体的運用を図る必要がある場合

|              |              |              |              |              |              |  |  |  |  | 自衛艦隊 航空総隊 |          |            |            |            |            |            |            |
|              |              |              |              |              |              |  |  |  |  |                   |          |            |            |            |            |            |            |
|              |              |              |              |              |              |  |  |  |  |                   |          | 運用調整   |            |            |            |            |            |
| 防衛大臣     | 防衛大臣     | 防衛大臣     | 防衛大臣     | 防衛大臣     | 防衛大臣     |  |  |  |  | 陸上総隊          | 陸上総隊 | 陸上総隊   | 陸上総隊   | 陸上総隊   | 陸上総隊   |            |            |
| 防衛大臣     | 防衛大臣     | 防衛大臣     | 防衛大臣     | 防衛大臣     | 防衛大臣     |  |  |  |  | 陸上総隊          | 陸上総隊 | 陸上総隊   | 陸上総隊   | 陸上総隊   | 陸上総隊   |            |            |
|              |              |              |              |              |              |  |  |  |  |                   |          |            |            |            |            |            |            |
| 統合幕僚監部 | 統合幕僚監部 | 統合幕僚監部 | 統合幕僚監部 | 統合幕僚監部 | 統合幕僚監部 |  |  |  |  |                   |          | 北部方面隊 | 北部方面隊 | 北部方面隊 | 北部方面隊 | 北部方面隊 | 北部方面隊 |
| 統合幕僚監部 | 統合幕僚監部 | 統合幕僚監部 | 統合幕僚監部 | 統合幕僚監部 | 統合幕僚監部 |  |  |  |  |                   |          | 北部方面隊 | 北部方面隊 | 北部方面隊 | 北部方面隊 | 北部方面隊 | 北部方面隊 |
|              |              |              |              |              |              |  |  |  |  |                   |          | 東北方面隊 |            |            |            |            |            |
|              |              |              |              |              |              |  |  |  |  |                   |          |            |            |            |            |            |            |
|              |              |              |              |              |              |  |  |  |  |                   |          | 東部方面隊 |            |            |            |            |            |
|              |              |              |              |              |              |  |  |  |  |                   |          |            |            |            |            |            |            |
|              |              |              |              |              |              |  |  |  |  |                   |          | 中部方面隊 |            |            |            |            |            |
|              |              |              |              |              |              |  |  |  |  |                   |          |            |            |            |            |            |            |
|              |              |              |              |              |              |  |  |  |  |                   |          | 西部方面隊 |            |            |            |            |            |
|              |              |              |              |              |              |  |  |  |  |                   |          |            |            |            |            |            |            |

### 設立の背景

現在の方面隊の編成

以前から航空自衛隊は航空総隊を統括する航空総隊司令官が全国の運用部隊を、海上自衛隊は自衛艦隊を統括する自衛艦隊司令官が全国の機動運用部隊を一元的に運用（空自の航空方面隊は全て航空総隊の隷下に属する一方で、海自の地方隊は自衛艦隊には属さず、地方総監が運用している）していたため、空自と海自では有事の際に防衛大臣が統合幕僚長を通じて1人の司令官に命令を下せば全国的な部隊展開が可能であった。一方、陸上自衛隊では最上級部隊として北部・東北・東部・中部・西部の各方面隊が並立していたため、防衛大臣は各方面隊を統括する5人の方面総監に個別に命令を下さなければならなかった。このため方面隊ごとに調整する必要があり非効率との指摘が以前からあった。この問題を解消すべく、防衛省は陸上自衛隊の部隊を一元的に運用する陸上総隊とそれを統括する陸上総隊司令官の設立を検討しはじめ、2004年（平成16年）の「防衛計画の大綱」（16大綱）でも陸上総隊新設の検討がされたが、この時は見送られた。
なお、かつての警察予備隊においては、全国の部隊を以て編成された「警察予備隊総隊」が置かれていた。そして、方面隊は置かれず、総隊総監が全国の第1から第4の管区隊（師団に相当）等を指揮するという形が採られていた「警察予備隊の部隊の編成及び組織に関する規程」。
- 陸上総隊設置前の防衛大臣からの指揮系統

|              |              |              |              |              |              |  |  |  |  | 自衛艦隊 航空総隊 |            |            |            |            |            |  |  |          |          |          |          |          |          |
|              |              |              |              |              |              |  |  |  |  |                   |            |            |            |            |            |  |  |          |          |          |          |          |          |
| 防衛大臣     | 防衛大臣     | 防衛大臣     | 防衛大臣     | 防衛大臣     | 防衛大臣     |  |  |  |  |                   |            |            |            |            |            |  |  | 運用調整 | 運用調整 | 運用調整 | 運用調整 | 運用調整 | 運用調整 |
| 防衛大臣     | 防衛大臣     | 防衛大臣     | 防衛大臣     | 防衛大臣     | 防衛大臣     |  |  |  |  |                   |            |            |            |            |            |  |  | 運用調整 | 運用調整 | 運用調整 | 運用調整 | 運用調整 | 運用調整 |
|              |              |              |              |              |              |  |  |  |  | 北部方面隊        |            |            |            |            |            |  |  |          |          |          |          |          |          |
|              |              |              |              |              |              |  |  |  |  |                   |            |            |            |            |            |  |  |          |          |          |          |          |          |
| 統合幕僚監部 | 統合幕僚監部 | 統合幕僚監部 | 統合幕僚監部 | 統合幕僚監部 | 統合幕僚監部 |  |  |  |  | 東北方面隊        | 東北方面隊 | 東北方面隊 | 東北方面隊 | 東北方面隊 | 東北方面隊 |  |  |          |          |          |          |          |          |
| 統合幕僚監部 | 統合幕僚監部 | 統合幕僚監部 | 統合幕僚監部 | 統合幕僚監部 | 統合幕僚監部 |  |  |  |  | 東北方面隊        | 東北方面隊 | 東北方面隊 | 東北方面隊 | 東北方面隊 | 東北方面隊 |  |  |          |          |          |          |          |          |
|              |              |              |              |              |              |  |  |  |  | 東部方面隊        |            |            |            |            |            |  |  |          |          |          |          |          |          |
|              |              |              |              |              |              |  |  |  |  |                   |            |            |            |            |            |  |  |          |          |          |          |          |          |
|              |              |              |              |              |              |  |  |  |  | 中部方面隊        |            |            |            |            |            |  |  |          |          |          |          |          |          |
|              |              |              |              |              |              |  |  |  |  |                   |            |            |            |            |            |  |  |          |          |          |          |          |          |
|              |              |              |              |              |              |  |  |  |  | 西部方面隊        |            |            |            |            |            |  |  |          |          |          |          |          |          |
|              |              |              |              |              |              |  |  |  |  |                   |            |            |            |            |            |  |  |          |          |          |          |          |          |

### 民主党政権下での情勢
2009年（平成21年）度の防衛計画の大綱において再度、陸上総隊新設が検討された。設立されれば、複数の方面にまたがる作戦立案・調整・部隊運用が迅速かつ継続的に可能となることが期待されていた。しかし、2009年（平成21年）8月30日に執行された第45回衆議院議員総選挙の結果を受けて自由民主党政権が崩壊し、民主党の鳩山由紀夫内閣が誕生したことにより、この改定案は棚上げとなった。
2009年（平成21年）7月29日に公開された平成21年度の防衛計画の大綱の組織改編案においては、陸上総隊を新設すると同時に東部方面隊を廃止し、隷下の第1師団を「首都防衛集団」に改編・陸上総隊直轄として、国の中枢でのテロやゲリラ攻撃への対処能力を強化、もう一つの作戦基本部隊である第12旅団は東北方面隊隷下に移管するとしていた。また、中央即応集団を陸上総隊隷下にして国内外で機動性を高める方針としていた。なお、中央即応集団は廃止案も報じられており、代わりに中央即応連隊を中心とする「国際即応集団」を新設するとされていた。
実現すれば、方面隊が設置されて以降実に50年ぶりの大改革となるものであった。当初の予定では方面隊全ての廃止も検討されていたが、武力攻撃事態などでの国民保護法に基づく対処などの調整は方面隊が担っており、作戦部隊である師団や旅団にそうした行政的な役割を代替させることは困難であること、また、日本の国土は南北に長く、地域ごとに作戦を担う方面隊は必要と判断されていることから東部方面隊以外の方面隊は存続させる方針であった。
一方で陸上総隊と首都防衛集団の長は方面総監と同等の陸将が充てられるため、中間ポストが増えることによる指揮系統の混乱、将官削減に反対する防衛省制服組と経費削減を主張する財務省の間の意見の対立など、検討課題は多かった。また、全陸上部隊の頂点に立つ「最高司令部」が創設されるということで、太平洋戦争で暴走した参謀本部（旧陸軍）を連想させるとの声もあったが、陸上総隊は自衛隊統合運用に不可欠と判断されたという。その後制定された防衛大綱（22大綱）および23中期防において、陸上総隊の創設が検討されていることが明らかとなったが、2010年（平成22年）12月17日に公開された防衛計画の大綱および中期防衛力整備計画 (2011)においては、「作戦基本部隊（師団・旅団）および方面隊の在り方について検討の上、必要な措置を講ずる」とのみ示されており、創設するか否か、時期・場所等についての言及はされなかった。
東日本大震災においてJTF-TH（陸海空の統合任務部隊）指揮官を務めた第32代陸上幕僚長（当時東北方面総監）の君塚栄治は、陸上総隊司令部の創設に対し否定的見解を示していた。

### 第2次安倍内閣発足から設立まで
2012年（平成24年）12月16日に執行された第46回衆議院議員総選挙において自由民主党が政権を奪還し、第2次安倍内閣が発足。その後、安倍晋三首相が25年度防衛予算を当初要求額から1000億円超上乗せする方針を固めるとともに、民主党政権下で制定された大綱の凍結および中期防の廃止を明らかにした（2013年（平成25年）1月25日の閣議をもって同大綱・中期防は廃止）。
2013年（平成25年）5月16日、自民党は新たな防衛計画大綱に関する提言に、陸上総隊の新設を盛り込む方針を固めた。
2013年（平成25年）12月17日に閣議決定、公開された中期防衛力整備計画（平成26年度～平成30年度）において、「一部の方面総監部の機能を見直し、陸上総隊を新編する。その際、中央即応集団を廃止し、その隷下部隊を陸上総隊に編入する。」との記述がなされた。
2015年（平成27年）5月15日、第3次安倍内閣において、防衛省は2017年（平成29年）度を目処に数百人規模の司令部を朝霞駐屯地に設置することを決定する。母体となる中央即応集団司令部のある座間駐屯地については都心から離れ、かつ用地確保の困難さから候補から外れている。陸上総隊司令官就任者は方面総監経験者のみに限られ、陸上幕僚長に次ぐ地位とされる。
2017年（平成29年）5月26日、陸上総隊創設などの改正自衛隊法が成立。既存の中央即応集団は廃止され、2018年（平成30年）3月27日に陸上総隊が設置された。設置にあたって陸上総隊司令官を指定職6号俸とすることを予定していたが、内局が渋り5号俸に落ち着いた。なお、総隊司令官は、2018年（平成30年）度に実施された第63回中央観閲式より、東部方面総監に代わり執行者を務めることとなった。

### 創設後
2019年（令和元年）10月12日から13日にかけて接近・上陸した令和元年東日本台風（台風19号）により、東部方面区・東北方面区において大規模な水害が発生。13日16時、河野太郎防衛大臣より陸上総隊司令官（髙田克樹陸将）を指揮官とする災統合任務部隊が編成され、災害派遣された。（陸上総隊司令官の任命は初）
2025年（令和7年）3月24日に、統合作戦司令部が発足、防衛大臣の元、平素より統合作戦司令部が陸上総隊等を直接指揮する指揮体系となった。

## 沿革
- 2018年（平成30年）3月27日：陸上総隊が朝霞駐屯地に新編。
- 2019年（令和元年）10月13日：令和元年東日本台風（台風19号）発生に伴い災害派遣出動（創設後初の災害派遣）。
- 2022年（令和04年）3月17日：電子作戦隊を朝霞駐屯地に新編[21][22][23][24]。

## 部隊編成
- 陸上総隊司令部（朝霞駐屯地）
  - 司令官（政令指定職5号：陸将[25]）
  - 幕僚長（政令指定職1号：陸将[26]）
  - 参事官（事務官[27]）
  - 総務部（部長は1等陸佐（一））
    - 総務課（課長は1等陸佐（三））
    - 人事課（課長は1等陸佐（三））
    - 会計課（課長は1等陸佐（三））

  - 情報部（部長は陸将補（二）[28]）
    - 情報第1課（課長は1等陸佐（三））
    - 情報第2課（課長は1等陸佐（三））

  - 運用部（部長は陸将補（二））
    - 防衛課（課長は1等陸佐（三））
    - 運用課（課長は1等陸佐（三））
    - 国際協力課（課長は1等陸佐（三））
    - システム通信課（課長は1等陸佐（三））

  - 後方運用部（部長は1等陸佐（一））
    - 後方運用課（課長は1等陸佐（三））
    - 装備課（課長は1等陸佐（三））

  - 日米共同部（座間駐屯地）
  - 報道官（1等陸佐（二））
  - 医務官（1等陸佐（二））
  - 監察官（1等陸佐（二））
  - 法務官（1等陸佐（二））

### 陸上総隊直轄部隊
2018年（平成30年）3月の新編時は、新編の水陸機動団に加え、防衛大臣直轄部隊から通信団・中央情報隊が、中央即応集団からすべての直轄部隊が移行された。
直轄部隊
- 第1空挺団
- 水陸機動団
- 第1ヘリコプター団
- システム通信団
- 中央情報隊
- 中央即応連隊
- 特殊作戦群
- 電子作戦隊
- 中央特殊武器防護隊[30]
- 対特殊武器衛生隊
- 国際活動教育隊
- 陸上総隊司令部付隊（隊長は3等陸佐）

駐屯地（部隊本部所在地のみの記載）
- 朝霞駐屯地（練馬区）
  - 陸上総隊司令部および同付隊
  - 中央情報隊
  - 電子作戦隊
- 習志野駐屯地（船橋市）
  - 第1空挺団
  - 特殊作戦群
- 相浦駐屯地（佐世保市）
  - 水陸機動団
- 木更津駐屯地（木更津市）
  - 第1ヘリコプター団
- 市ヶ谷駐屯地（新宿区）
  - システム通信団
- 宇都宮駐屯地（宇都宮市）
  - 中央即応連隊
- 大宮駐屯地（さいたま市）
  - 中央特殊武器防護隊
- 三宿駐屯地（世田谷区）
  - 対特殊武器衛生隊
- 駒門駐屯地（御殿場市）
  - 国際活動教育隊

国際平和協力活動等派遣部隊
- DGPE - 派遣海賊対処行動支援隊（ジブチ基地警備部隊）

## 主要幹部
| 官職名                        | 階級       | 氏名     | 補職発令日     | 前職                                                         |
| ----------------------------- | ---------- | -------- | -------------- | ------------------------------------------------------------ |
| 陸上総隊司令官                | 陸将       | 小林弘樹 | 2025年03月24日 | 中部方面総監                                                 |
| 幕僚長                        | 陸将       | 上野和士 | 2025年08月01日 | 第15旅団長                                                   |
| 参事官                        | 防衛事務官 | 名尾仁志 | 0000年00月00日 |                                                              |
| 総務部長                      | 1等陸佐    | 井村昭利 | 2025年08月01日 | 陸上幕僚監部人事教育部募集・援護課 募集・援護調整官          |
| 情報部長 （中央情報隊長兼補） | 陸将補     | 深草貴信 | 2024年12月20日 | 自衛隊大阪地方協力本部長                                     |
| 運用部長                      | 陸将補     | 中村雄久 | 2025年08月01日 | 陸上自衛隊富士学校特科部長 兼 諸職種協同センター副センター長 |
| 後方運用部長                  | 1等陸佐    | 奈良一志 | 2025年03月24日 | 中部方面総監部装備部長                                       |
| 日米共同部長                  | 陸将補     | 兵庫剛   | 2024年12月20日 | 第10師団副師団長 兼 守山駐屯地司令                           |
| 監察官                        | 1等陸佐    | 濵岡清隆 | 2024年03月04日 | 陸上自衛隊航空学校 霞ヶ浦分校長                              |
| 法務官                        | 1等陸佐    | 加藤貴之 | 2024年03月04日 | 第3高射特科群長                                              |
| 報道官                        | 1等陸佐    | 與藤公彦 | 2024年03月21日 | 第10特科連隊長 兼 豊川駐屯地司令                             |
| 医務官                        | 1等陸佐    | 小林弘明 | 2025年03月03日 | 自衛隊中央病院 リハビリテーション科部長                      |

歴代の陸上総隊司令官
| 代 | 氏名     | 在職期間                        | 出身校・期              | 前職                                     | 後職                                       |
| -- | -------- | ------------------------------- | ----------------------- | ---------------------------------------- | ------------------------------------------ |
| 01 | 藤田浩和 | 2018年03月27日 - 2019年04月01日 | 防大28期                | 陸上自衛隊高射学校長 兼 下志津駐屯地司令 | 退職                                       |
| 02 | 原田智総 | 2019年04月01日 - 2019年12月19日 | 防大31期                | 第15旅団長                               | 防衛大学校幹事                             |
| 03 | 小和瀬一 | 2019年12月20日 - 2020年12月21日 | 生徒24期・ 東京理科大学 | 第14旅団長                               | 退職                                       |
| 04 | 牛嶋築   | 2020年12月22日 - 2023年03月29日 | 防大33期                | 東北方面総監部幕僚長 兼 仙台駐屯地司令   | 陸上自衛隊補給統制本部長 兼 十条駐屯地司令 |
| 05 | 上田和幹 | 2023年03月30日 - 2024年03月27日 | 防大35期                | 陸上幕僚監部装備計画部長                 | 陸上幕僚副長                               |
| 06 | 堺一夫   | 2024年03月28日 - 2025年07月31日 | 防大36期                | 東部方面総監部幕僚長 兼 朝霞駐屯地司令   | 第1師団長                                  |
| 07 | 上野和士 | 2025年08月01日 -                | 防大37期                | 第15旅団長                               |                                            |

## 批判
軍事ライターの文谷数重は、陸上総隊司令部の創設により方面隊を廃止して指揮階梯を総隊-師団-旅団に改める案が多くの将官ポストを失う事を恐れた陸上自衛隊サイドの反対で立ち消えとなり、結局方面隊が残置されることになったことを受けて、ただ単に陸上総隊司令部を創設するだけでは屋上屋を架すだけであり、ますます指揮官・幕僚ポストが肥大化して正面戦力や兵站がやせ細る結果になってしまうと批判している。
元陸上自衛隊東部方面総監の磯部晃一は退官後、軍事専門誌『軍事研究』の2016年（平成28年）3月号においてこの問題についての執筆を行っている。
2015年（平成27年）3月10日、平成27年度防衛予算等を審査していた衆議院予算委員会第一分科会で、宮澤博行(自民党)は、陸上総隊の創設が制服組の暴走と文民統制の弱化につながるとの批判を、批判を批判する目的で紹介した。その内容は「陸上自衛隊を五つの方面隊に分けてあるというのは、かつて陸軍が暴走したから、陸上自衛隊を分割しておいた方が暴走を食いとめることになる、陸上総隊を創設して本当にいいんだろうか」というものであった。宮澤の質疑を受けた中谷元は、陸上総隊の必要性を説明したが、批判については言及しなかった。
文民統制を危うくするという指摘については、東日本大震災発生時において、地震発生当日、北澤俊美防衛大臣が自衛隊法および自衛隊の災害派遣に関する訓令第14条に基づき、大規模震災災害派遣を命令したのは18時であったが、その時刻をさかのぼり火箱芳文陸上幕僚長が震災発生後30分で防衛大臣の命令なく全国の陸上自衛隊に初動命令を発し、各方面から東北に向けて一斉に部隊を出動させたケースが存在する。北村知史によれば、火箱陸幕長の命令は、防衛大臣の権限に基づく命令に先行するもので、文民統制を揺るがし責任問題に発展しかねないものであった。しかし、この災害救助ケースでは、陸自の初動によって、自衛隊の人命救助参加数は結果的に19,000人となり、救助実績は19,286人となった。この実績人数は、阪神大震災時における自衛隊救助実績人数の165人を大きく上回っていた。こうした自衛隊による災害救助活動実績により、世論は1997年（平成9年）以降、自衛隊の存在目的の第一位を「災害業務」と認識するようになっている。こうした状況変化をふまえ、北村は「自衛隊が、今後、どのような役割を自任し、組織としての在り方を定めていくかは、シビリアン・コントロールの観点からも究極的には主権者である国民が決定しなければならない。大震災のようなカオスの状況において、組織の自己革新を図る必要性に迫られたとしても、その方向性を決めるのは、国民である」と指摘した。